# Bloedbad bij Alma
Het Bloedbad bij Alma (Engels: Alma Massacre) vond plaats op 28 april 1880 toen een groep Apachen een groep kolonisten aanviel in Alma (New Mexico, Geconfedereerde Staten van Amerika). Er vielen op z'n minst 41 doden.

## Verloop
De groep Apachen werd geleid door Victorio tijdens de door hem geleide guerrilla-oorlog van 1879-1880. De groep viel als eerst een zilvermijn in de buurt van het huidige Cooney aan. Bij de zilvermijn vielen drie doden, vervolgens achtervolgden de Apachen drie mannen die op de vlucht sloegen. Uiteindelijk hebben ze nog vijfendertig mensen vermoord die in dat gebied woonden. De meesten doden waren schaapherders en hun gezinnen. De groep vertrok uit het gebied toen het Amerikaanse leger arriveerde.